# Bacnotan
Bacnotan è una municipalità di prima classe delle Filippine, situata nella Provincia di La Union, nella Regione di Ilocos.
Bacnotan è formata da 47 baranggay:
- Agtipal
- Arosip
- Bacqui
- Bacsil
- Bagutot
- Ballogo
- Baroro
- Bitalag
- Bulala
- Burayoc
- Bussaoit
- Cabaroan
- Cabarsican
- Cabugao
- Calautit
- Carcarmay

- Casiaman
- Galongen
- Guinabang
- Legleg
- Lisqueb
- Mabanengbeng 1st
- Mabanengbeng 2nd
- Maragayap
- Nagatiran
- Nagsaraboan
- Nagsimbaanan
- Nangalisan
- Narra
- Ortega
- Oya-oy
- Paagan

- Pandan
- Pang-pang
- Poblacion
- Quirino
- Raois
- Salincob
- San Martin
- Santa Cruz
- Santa Rita
- Sapilang
- Sayoan
- Sipulo
- Tammocalao
- Ubbog
- Zaragosa